# نيسان (شهر)

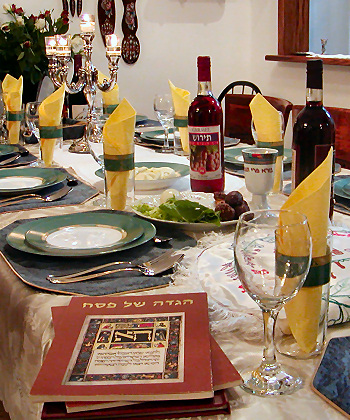

نَـيْسَان (بفتح النون الأولى) هو الشهر الرابع من شهور السنة الميلادية حسب الأسماء العربية الفصحى الواردة في المعاجم العربية، وحسب الأسماء السريانية المستعملة في المشرق العربي. يقابله في التسمية الغربية شهر أبريل.

## نيسان عند العرب
قال الأَزهري: العرب تقول: السنة أَربعة أَزمان، ولكل زمن منها ثلاثة أَشهر، وهي فصول السنة: منها فصل الصيف وهو فصلُ ربيع الكَلإِ آذارُ ونَيْسانُ وأَيّارُ، ثم بعده فصل القيظ حَزِيرانُ وتَموزُ وآب، ثم بعده فصل الخريف أَيْلُولُ وتَشْرِين وتَشْرين، ثم بعده فصل الشتاء كانُونُ وكانونُ وسُباطُ.

## في الأمثال
ارتبط نَـيْسَان بالتراث والحكايا الشعبية والأمثال في المشرق العربي. من الأمثال الشهيرة المتداولة حول نيسان:
- بين العقرب والنيساني ارفع غطاك الفوقاني.
- مطرة نيسان بتساوي السكة والفدان والراقد ع الصيصان.
- مطرة نيسان بتحيي الأرض والإنسان.
- شتوة نيسان بتحيي الإنسان.
- شتوة نيسان بتحيي كل عرق فان.
- شهر الخميس كل عرق أخضر ييبس.
- النقطة في نيسان بتساوي كل سيل سال.
- الشتوة في نيسان جواهر ما الها اثمان.
- نيسان بلا شتا مثل العروس بلا جلا.
- نيسان السبل... سقعته بتهد الجبل.

## نيسان في الفن
- أغنية إجا نيسان لفيروز
- أغنية نيسان لليندا بيطار.